# Відкритий чемпіонат Австралії з тенісу 2022
Відкритий чемпіонат Австралії з тенісу 2022 — тенісний турнір найвищого рівня, що проходив між 17 січня та 30 січня 2022 року на кортах Мельбурн-Парку в Мельбурні, Австралія. Це був 110-ий чемпіонат Австралії з тенісу, 52-ий з початку відкритої ери,  перший турнір Великого шолома в 2022 році. Турнір входив до програм ATP та WTA турів. Головним спонсором турніру була компанія Kia.

## Огляд подій та досягнень

### До початку турніру
Візу переможця трьох попередніх чемпіонатів Австралії серба Новака Джоковича було сакасовано через  антивакцинаторську позицію гравця,  що змусило його знятися з турніру.

### Результати і досягнення
В одиночному розряді серед чоловіків переміг Рафаель Надаль. Для нього це 21-й грендслем, що є новим рекордом. Це друга його перемога в Австралії, що означає, що він вигравав кожен із мейджорів принаймні двічі. 
В одиночному розряді серед жінок перемогла австралійка Ешлі Барті, для якої це перша перемога в чемпіонаті Австралії, третій виграний мейджор в одиночному розряді й четвертий грендслем, враховуючи перемогу в парному розряді. 
У змаганні чоловічих пар перемогли австралійці Танасі Коккінакіс та  Нік Киріос. Для обох це перший титул Великого шолома. 
У змаганні жіночих пар перемогли чешки Барбора Крейчикова та Катержина Сінякова. Пара виграла чемпіонат Австралії вперше, хоча Крейчикова має в своєму активі три перемоги в Мельбурні в міксті. Усього Крейчикова має вісім титлів Великого шолома — один в одиночному розряді, чотири в жіночому парному, три в міксті.  
У змішаному парному розряді перемогу здобули Крістіна Младенович із Франції та Іван Додіг з Хорватії. Младенович виграла чемпіонат Австралії у міксті вдруге, для неї це третій виграний мейджор у змішаному розряді й  восьма парна перемога в грендслемах загалом. Для Додіга це перша перемога у міксті в Австралії, четверта у турнірах Великого шолома у міксті й шостий парний грендслем загалом. Для Сінякової це четвертий парний грендслем.

## Результати фінальних матчів

### Дорослі
| Одиночний розряд. Чоловіки (Детальніше) |                                   |                              |
| Рафаель Надаль                          | Данило Медведєв                   | 2–6, 6–7(5–7), 6–4, 6–4, 7–5 |
|                                         |                                   |                              |
| Одиночний розряд. Жінки (Детальніше)    |                                   |                              |
| Ешлі Барті                              | Деніелл Коллінз                   | 6–3, 7–6(7–2)                |
|                                         |                                   |                              |
| Парний розряд. Чоловіки (Детальніше)    |                                   |                              |
| Танасі Коккінакіс Нік Киріос            | Меттью Ебден Макс Перселл         | 7–5, 6–4                     |
|                                         |                                   |                              |
| Парний розряд. Жінки (Детальніше)       |                                   |                              |
| Барбора Крейчикова Катержина Сінякова   | Ганна Даниліна Беатріс Аддад Майя | 6–7(3–7), 6–4, 6–4           |
|                                         |                                   |                              |
| Мікст (Детальніше)                      |                                   |                              |
| Крістіна Младенович Іван Додіг          | Джеймі Фурліс Джейсон Каблер      | 6-3, 6-4                     |
|                                         |                                   |                              |

### Юніори
| Одиночний розряд. Хлопці   |                                         |                         |
| Бруно Казухара             | Якуб Меншик                             | 7–6(7–4), 6–7(6–8), 7–5 |
|                            |                                         |                         |
| Одиночний розряд. Дівчата  |                                         |                         |
| Петра Марчінко             | Софія Костулас                          | 7–5, 6–1                |
|                            |                                         |                         |
| Парний розряд. Хлопці      |                                         |                         |
| Бруно Казухара Коулман Вон | Алекс Мікельсен Адольфо Даніель Вальєхо | 6–3, 7–6(7–3)           |
|                            |                                         |                         |
| Парний розряд. Дівчата     |                                         |                         |
| Клерві Нгуну Діана Шнайдер | Кейла Кросс Вікторія Мбоко              | 6-4, 6-3                |
|                            |                                         |                         |